# Carsia cleander
Carsia cleander là một loài bướm đêm trong họ Geometridae.